# 6777 Balakirev
6777 Balakirev è un asteroide della fascia principale. Scoperto nel 1989, presenta un'orbita caratterizzata da un semiasse maggiore pari a 3,1774871 UA e da un'eccentricità di 0,2231895, inclinata di 2,69636° rispetto all'eclittica.